# Алкибијад
Алкибијад је био атински државник и војсковођа, који је својим опортунизмом и жељом за влашћу допринео атинском поразу у Пелопонеском рату (431. п. н. е. до 404. п. н. е.).

## Биографија
Рођен је око 450. п. н. е. у Атини, a умро је 404. п. н. е. у Мелиси (Melissa), Мала Азија, данашња Анадолија у западној Турској. Потицао је из велике и отмене атинске фамилије. Са мајчине стране био је Алкмеониде (једна стара аристократска фамилија у Атини).
Након смрти оца 447. п. н. е. растао је Алкибијад у кући свога стрица Перикла, (који је такође био државник), где је понекад био подучаван од стране Сократа. Након смрти Клеона пробио се у сам врх радикалних демократа и водио политику која је имала за циљ да изолује Спарту.
Његов политички противник био је Никија, који је након смрти Периклеа преузео вођство десничарских демократа и који се у Пелопонеском рату трудио да успостави мир између Атине и Спарте склапањем уговора, по њему названим „Никијски мир“. Алкибијаду је успело да наговори Атињане ипак да одустану од тог уговора.
Године 415. п. н. е. креће Алкибијад у такозвану „Сицилијанску експедицију" против Сиракузе, која се завршила поразом атинске војске, што доводи до преокрета у Пелопонеском рату, у корист Спарте. Након једног злочина над кипом бога Хермеса, који се вероватно лажно приписује Алкибијаду, морао је да побегне за Спарту.
Спартанцима издаје ратни план Атињана и потпомаже у стварању савеза између Спарте и Сиракузе, који су тако удружени победили Атину.
У Атини је за ту издају осуђен у бекству на смртну казну, а сва његова имовина је заплењена. Поново се помирио са Атином и више пута је постављан на врх атинске војске. Већ 411. п. н. е. побеђује Спартанаце код Абидоса.
Након тога, 407. п. н. е. враћа се назад за Атину, где је дочекан са великим одушевљењем и ослобођен свих оптужби, па је чак и поново проглашен за вођу атинске војске.
Следеће године, 406. п. н. е., након једног пораза војске против Персије у његовом одсуству, a под вођством његовог заменика, поново је протеран и повлачи се на своје имање у Тракији. Касније бежи од Спартанаца за Персију, да би 404. п. н. е. по налогу Спарте био и убијен.

### Примарни извори
- Andocides, Against Alcibiades. See original text in Perseus program
- Aristophanes. The Frogs — преко Викизворника.
- Aristophanes, Wasps. See original text in Perseus program
- Aristotle. Athenian Constitution. Превод: Frederic George Kenyon — преко Викизворника.
- Aristotle, History of Animals (translated in English by Wentworth Thompson)
- Aristotle. Posterior Analytics. Превод: Edmund Spenser Bouchier  — преко Викизворника.
  - Translation by G.R.G. Mure
- Cornelius Nepos: Life of Alcibiades, translated by J.C. Rolfe
- Demosthenes, Against Meidias. See original text in Perseus program
- Diodorus Siculus, Library, 13th Book. See original text in Perseus program.
- Isocrates, Busiris. See original text in Perseus program
- Isocrates, Concerning the Team of Horses. See original text in Perseus program
- Lysias (1898). „Alcibiades”. The Orations of Lysias. David McKay  — преко Викизворника.
- Lysias, Against Alcibiades 2. See original text in Perseus program
- Plato, Alcibiades. See original text in  Perseus program. Translated in English by „Sanderson Beck”. Архивирано из оригинала 26. 02. 2023. г. Приступљено 03. 07. 2021..
- Plato (1871). Apology. Превод: Benjamin Jowett — преко Викизворника.
- Plato (1871). Symposium. Превод: Benjamin Jowett  — преко Викизворника.
- Plutarch (1683) [written in the late 1st century]. „Agesilaus”. Lives. Превод: John Dryden — преко Викизворника.
  - Translated in English by John Dryden
- Plutarch (1683) [written in the late 1st century]. „Alcibiades”. Lives. Превод: John Dryden  — преко Викизворника.
  - Translated in English by Arthur H. Clough. . New York: Collier Press. 1909. Недостаје или је празан параметар |title= (помоћ), Aubrey Stewart-George Long and John Dryden.
- Plutarch (1683) [written in the late 1st century]. „Lysander”. Lives. Превод: John Dryden  — преко Викизворника.
- Plutarch (1683) [written in the late 1st century]. „Comparison of Alcibiades with Coriolanus”. Lives. Превод: John Dryden  — преко Викизворника.
  - Translated into English by Aubrey Stewart-George Long and John Dryden.
- Thucydides, History of the Peloponnesian War, V–VIII. See original text in Perseus program.
- Xenophon (c. 1890s). Hellenica. Превод: Henry Graham Dakyns — преко Викизворника.

### Секундарни извори
- „Alcibiades”. Encyclopædia Britannica. 2005.
- „Alcibiades”. Encyclopaedia of Ancient Greece. Routledge (UK). 2002. ISBN 978-0-415-97334-2.
- „Alcibiades”. Encyclopaedic Dictionary The Helios. 1952.  In Greek.
- Andrewes, A. (1992). „The Spartan Resurgence”. The Cambridge Ancient History edited by David M. Lewis, John Boardman, J.K. Davies, M. Ostwald (Volume V). Cambridge University Press. ISBN 978-0-521-23347-7.
- Buck, R.J. (1998). Thrasybulus and the Athenian Democracy: the Life of an Athenian Statesman. Stuttgart: Franz Steiner Verlag. ISBN 978-3-515-07221-2.
- Buckley, Terry (1996). Aspects of Greek History 750–323 BC. Routledge (UK). ISBN 978-0-415-09957-8.
- Cartwright David, Warner Rex (1997). A Historical Commentary on Thucydides: A Companion to Rex Warner's Penguin Translation. University of Michigan Press. ISBN 978-0-472-08419-7.
- Cawkwell, George (1997). Thucydides and the Peloponnesian War. Routledge (UK). ISBN 978-0-415-16552-5.
- Corrigan, Elena (2004). „Alcibiades and the Conclusion of the Symposium”. Plato's Dialectic at Play. Penn State Press. ISBN 978-0-271-02462-2.
- Cox, C.A. (1997). „What Was an Oikos?”. Household Interests. Princeton University Press. ISBN 978-0-691-01572-9.
- Denyer, Nicolas (2001). Alcibiades (commentary). Cambridge University Press. ISBN 978-0-521-63414-4.
- Due, Bodil (1991). The Return of Alcibiades in Xenophon's Hellenica. "Classica et Mediaevalia – Revue Danoise de Philologie et d'Histoire". XLII. стр. 39—54. ISBN 978-0-521-38867-2. Приступљено 2006-09-23.
- Ellis, Walter M. (1989). Alcibiades. Routledge. ISBN 978-0-415-00994-2.
- Gomme, A.W.; A. Andrewes; Dover, K. J. (1945). An Historical Commentary on Thucydides (I–V). Oxford University Press. ISBN 978-0-19-814198-3.
- Gribble, David (1999). Alcibiades and Athens: A Study in Literary Presentation. Oxford University Press. ISBN 978-0-19-815267-5.
- Habinek, Thomas N. (2004). Ancient Rhetoric and Oratory. Blackwell Publishing. ISBN 978-0-631-23515-6.
- Hatzfeld, Jean (1951). Alcibiade (in French). Presses Universitaires de France.
- Kagan, Donald (1991). The Fall of the Athenian Empire. Cornell University Press. ISBN 978-0-8014-9984-5.
- Kagan, Donald (2003). The Peloponnesian War. Viking Penguin (Penguin Group). ISBN 978-0-670-03211-2.
- Kahn, C. (1994). „Aeschines on Socratic Eros”.  Ур.: Paul A. Vander Waerdt. The Socratic Movement. Cornell University Press. ISBN 978-0-8014-9903-6.
- Kern, Paul Bentley (1999). „Treatment of Captured Cities”. Ancient Siege Warfare. Indiana University Press. ISBN 978-0-253-33546-3.
- Lee Too, Yun (1995). „The Politics of Discipleship”. The Rhetoric of Identity in Isocrates. Cambridge University Press. ISBN 978-0-521-47406-1.
- Littman, Robert J. (1968). „The Strategy of the Battle of Cyzicus”. Transactions and Proceedings of the American Philological Association. 99: 265—72. JSTOR 2935846. doi:10.2307/2935846.
- McCann David, Strauss Barry (2001). War and Democracy: A Comparative Study of the Korean War and the Peloponnesian War. M.E. Sharpe. ISBN 978-0-7656-0695-2.
- McGregor, Malcolm F. (1965). „The Genius of Alkibiades”. Phoenix. 19 (1): 27—50. JSTOR 1086688. S2CID 164031367. doi:10.2307/1086688.
- Paparrigopoulos, Konstantinos (-Pavlos Karolidis) (1925), History of the Hellenic Nation (Volume Ab). Eleftheroudakis (in Greek).
- Peck, Harry Thurston (1898). Harper's Dictionary Of Classical Literature And Antiquities.
- Perrin, Bernadotte (1906). „The Death of Alcibiades”. Transactions and Proceedings of the American Philological Association. 37: 25—37. JSTOR 282699. doi:10.2307/282699.
- Platias Athanasios G., Koliopoulos Constantinos (2006). Thucydides on Strategy. Eurasia Publications. ISBN 978-960-8187-16-0.
- Press, Sharon (1991). „Was Alcibiades a Good General?”. Brown Classical Journal. 7.
- Price, Simon (1999). „Religious Places”. Religions of the Ancient Greeks. Cambridge University Press. ISBN 978-0-521-38867-2.
- Rhodes, P.J. (2005). A History of the Classical Greek World. Blackwell Publishing. ISBN 978-0-631-22564-5.
- Rhodes, P.J. (2011). Alcibiades: Athenian Playboy, General and Traitor. Pen and Sword Military Books. ISBN 978-1-84884-069-0.
- Sealey, Raphael (1976). „The Peloponnesian War”. A History of the Greek City States, 700–338 BC. University of California Press. ISBN 978-0-520-03177-7.
- Scott, Gary Alan (2000). „Socrates and Teaching”. Plato's Socrates as Educator. SUNY Press. ISBN 978-0-7914-4723-9.
- Smith, Willian (1851). A New Classical Dictionary of Greek and Roman Biography, Mythology and Geography. Harper & brothers.
- Smith, William (1870). Dictionary of Greek and Roman biography and mythology. London: James Walton.
- Strauss, Leo (1978). The City and Man. University of Chicago Press. ISBN 978-0-226-77701-6.
- Sykoutris, Ioannis (1934). Symposium (Introduction and Comments). Estia.  In Greek.
- Vlachos, Angelos (1974). Thucydides' Bias.. Estia (in Greek).
- Wolpert, Andrew (2002). Remembering Defeat: Civil War and Civic Memory in Ancient Athens. Johns Hopkins University Press. ISBN 978-0-8018-6790-3.